# 9B busz (Balassagyarmat)
A balassagyarmati 9B  jelzésű autóbusz a 9-es busz betétjárata, a Kenessey Albert Kórház és Autóbusz-állomás között közlekedik szabad- és munkaszüneti napokon. A járatot a városi önkormányzat megrendelésére a Volánbusz üzemelteti.

## Története
A Nógrád Volán először 2013. január 5-én indított buszt Kenessey Albert Kórház – Madách liget – Szabó Lőrinc iskola – Autóbusz-állomás útvonalon hétvégente, még 9A jelzéssel. 2015 után az új szolgáltató, a Középkelet-magyarországi Közlekedési Központ január 3-ától már 9B jelzéssel közlekedteti.

## Járművek
A vonalon egy darab Volvo 7000 közlekedik.

## Útvonala
| Autóbusz-állomás felé |
| --- |
| Kenessey Albert Kórház – Rákóczi fejedelem út – Civitas Fortissima tér – Rákóczi fejedelem út – Kóvári út – Ady Endre út – Hétvezér utca – Batthyány utca – Horváth Endre utca – Mártírok útja – Nyírjesi út – Május 1. utca – Veres Pálné utca – Patvarci út – Szontágh Pál utca – Rákóczi fejedelem út – Mikszáth Kálmán út – Autóbusz-állomás |

## Megállóhelyei
| 9B (Kenessey Albert Kórház – Autóbusz-állomás) |                        | | |
| Perc (↓)                                       | Megállóhely            | Megállóhelyet érintő járatok | Fontosabb létesítmények |
| 0                                              | Kenessey Albert Kórház | 1, 1A, 1C, 2, 4, 5B, 6, 6A, 7, 7A, 7B, 8, 8C, 9, 9B                                                                                                  | Dr. Kenessey Albert Kórház-Rendelőintézet |
| 1                                              | Rákóczi út 98.         | 1, 1A, 1C, 2, 4, 6, 6A, 7, 7A, 7B, 8, 8A, 9, 9A, 9B                                                                                                  | Nyitnikék Óvoda |
| 2                                              | Dózsa György út        | 1, 1A, 1C, 2, 4, 6, 6A, 7, 7A, 7B, 8, 8A, 9, 9A, 9B                                                                                                  | |
| 4                                              | Hunyadi utca           | 1, 1C, 2, 2C, 4, 6, 6A, 7, 7A, 7B, 8, 9, 9A, 9B, 3314                                                                                                | Mikszáth Kálmán Művelődési Központ, Salgótarjáni Szakképzési Centrum Szent-Györgyi Albert Gimnáziuma, Szakgimnáziuma és Szakközépiskolája, piac, Spar áruház, OTP Bank |
| 5                                              | Civitas Fortissima tér | 1, 1C, 3B, 4, 6, 6A, 7, 7B, 7D, 8, 9, 9A, 9B, 3314                                                                                                   | Városháza, Vármegyeháza, Jánossy Képtár, Tornay Galéria, Balassagyarmati Törvényszék, Civitas Fortissima tér                                                           |
| 6                                              | Malom                  | 1C, 3, 3C, 4, 6, 6A, 7, 7B, 8, 9, 9A, 9B | |
| 8                                              | Madách liget           | 1C, 6, 6A, 7, 7B, 8, 9, 9A, 9B, 3314 | Lidl áruház, Madách liget (lakótelep) |
| 9                                              | Kecskeliget            | 6, 6A, 7, 7B, 8, 9, 9A, 9B, 3314 | Kecskeliget, Salgótarjáni Szakképzési Centrum Mikszáth Kálmán Gimnáziuma, Szakgimnáziuma, Szakközépiskolája és Szakiskolája                                            |
| 10                                             | Klapka György utca     | 6, 6A, 7, 7B, 8, 9, 9A, 9B, 3314 | |
| 11                                             | Ruhagyár               | 2, 2C, 3, 3C, 6, 6A, 7, 7B, 8, 9, 9A, 9B, 3314 | An-Ro Ruha Kft. |
| 12                                             | Erdőgazdaság           | 2, 2C, 3, 3C, 6, 6A, 7, 7B, 8, 9, 9A, 9B, 3314 | |
| 13                                             | Mártírok útja          | 2, 2C, 3, 3C, 6, 7, 7B, 8, 9, 9A, 9B, 3314 | |
| 14                                             | Nyírjesi úti óvoda     | 2, 2C, 3, 3C, 6, 7, 7B, 8, 9, 9A, 9B, 3314 | Játékvár Óvoda |
| 15                                             | Jeszenszky utca        | 3, 3B, 3C, 6, 7, 7A, 7D, 8, 8A, 8C, 9, 9A, 9B | |
| 16                                             | Szabó Lőrinc iskola    | 3, 3B, 3C, 5B, 6, 7, 7A, 7D, 8, 8A, 8C, 9, 9A, 9B | Szabó Lőrinc Általános Iskola |
| 17                                             | Veres Pálné utca 51.   | 5B, 8, 8A, 8C, 9, 9A, 9B | |
| 18                                             | Szontágh Pál utca 3.   | 5B, 8, 8A, 8C, 9, 9A, 9B | |
| 19                                             | Dózsa György út        | 1, 1A, 1C, 2, 4, 6, 6A, 7, 7A, 7B, 8, 8A, 9, 9A, 9B                                                                                                  | |
| 21                                             | Autóbusz-állomás       | 1A, 2C, 4, 6, 6A, 8, 8A, 9A, 9B, 3314 460 1010, 1011, 1012, 1013, 1306, 1308, 3080, 3081, 3305, 3312, 3313, 3315, 3322, 3336, 3340, 3342, 3343, 3344 | Balassagyarmat autóbusz-állomás Tesco áruház |

## Külső hivatkozások
- A Nógrád Volán weboldala. [2014. december 30-i dátummal az eredetiből archiválva].
- Valósidejű utastájékoztatás. Nógrád Volán. [2018. augusztus 21-i dátummal az eredetiből archiválva]. (Hozzáférés: 2018. augusztus 21.)